# 愛德華氏症候群
愛德華氏症候群（亦稱18-三體症）是一種遺傳疾病，是（所有或是部份）18號染色體中出現第三個染色體。身體許多部位都會受到影響。有愛德華氏症候群的嬰兒常會有宫内生长受限及先天性心臟病的問題。其他特徵包括小頭、下頜較小、持續地緊握著的拳頭併指頭重疊，也會有嚴重的智能障礙。
大部分病例肇因於配子形成或胚胎發育時發生問題，隨著產婦年齡越高，胎兒發生此症的比例也越高，極少病例是因遺傳而患病。有部分病例係因鑲嵌現象而發病，意即並非所有細胞都有染色體異常之狀況，而患者的症狀也會相對輕微。接受超聲波檢查，其結果反而可能會加深懷疑；而透過羊膜穿刺則能予以確認。
由於此症為遺傳疾病且存活率甚低，故治療方式以提供支持性的照護為主。當母親產下一名患有此症候群的子女時，之後再產下同樣罹患此症候群子女的機率僅約1%。此症候群是新生兒第二常見的因染色體三倍體症所引發的重大疾病，最常見的則是唐氏症。
新生兒罹患此症候群的機率約為1/5,000，其中絕大部分是女嬰。也有許多胎兒因此死產，且患者至1歲的存活率亦只有約7.5%。此症候群的名稱是取自英國醫藥遺傳學家約翰·赫頓·愛德華茲。

## 愛德華氏症候群的因果

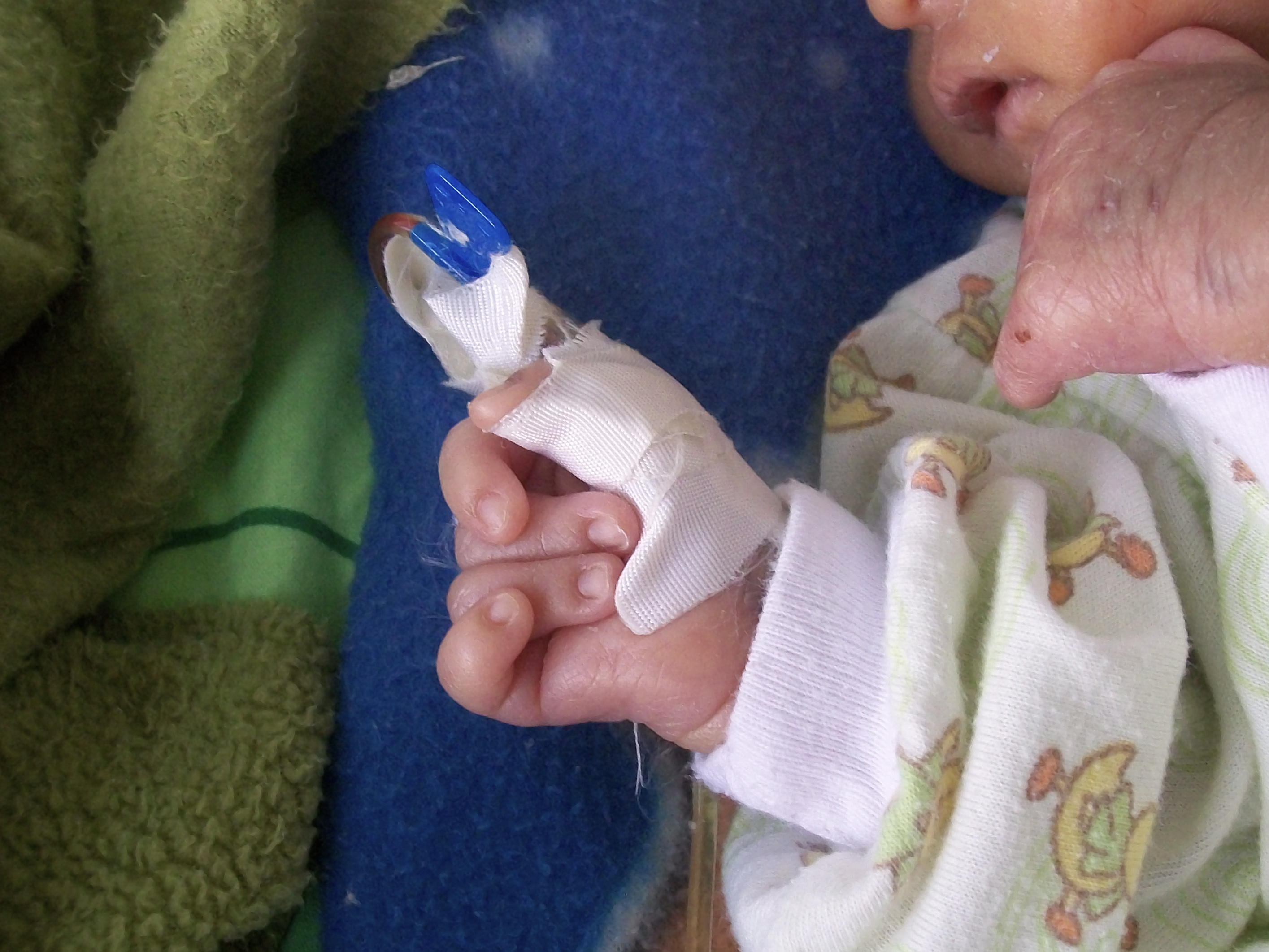
食指與中指重疊、小指與無名指重疊──愛德華氏症候群病嬰的典型特徵

18號染色體中的第三個染色體通常在卵子受精之前出現。健康的精子或卵子擁有23個染色體，兩者分別提供23個染色體以構成健康細胞所擁有的46個染色體。減數分裂以及子細胞染色體分裂的失敗，會造成染色體數量錯誤，從而產生24個單倍體。受影響的精子或卵子在受精作用的時候多出一個染色體，或者三個同一組的染色體複本。過剩的染色體帶給愛德華氏症候群患者異常的特徵。患者身體上的細胞都攜有過剩的染色體，生長及發育因此受延遲或減弱。
愛德華氏症候群患者會出現體重過輕、頭顱過小及形狀異常、顎骨過小、嘴巴過小、耳朵位置過低、拳頭強制收緊及手指重疊等問題。患者也會有心臟不健全以及其他器官畸形、殘廢的問題。
發育方面的顯著延遲是愛德華氏症候群的明顯徵狀。足月生產的初生患者會面對如早產嬰兒般的呼吸與攝食困難。若對患者給予為早產嬰兒而設的醫療輔助，部分患者可以克服此類困難。

## 愛德華氏症候群構成生存威脅的風險
愛德華氏症候群患者的生存率極低。大概有一半會胎死腹中。而在初生嬰兒當中，只有20%的嬰兒能夠存活兩個月，亦只有5-10%的嬰兒能夠存活超過一年，其主要死因在於窒息以及心臟異常。在胚胎期至初生期間，能夠預測愛德華氏症候群患者的預後是不可能的事，因為主要的醫藥介入都會慣常地受患者所抑制。在患者受到與擁有正常遺傳的同輩所受的相等的侵犯的情況之下，去測定患者的生存率或者預後都是困難的事，患者的發育速度都會受到極度嚴重的典型延遲。

### 概率問題
愛德華氏症候群的出現機率在胚胎期間是1/3,000以下，而在出生時會降至1/6,000以下（因為有一半患者會胎死腹中）。儘管愛德華氏症候群都會發生在20-40歲孕婦的胎兒身上，但是承認「隨著孕婦的年齡增加，愛德華氏症候群的出現機率都會增加」的說法是重要的事。

## 鑲嵌式愛德華氏症候群
一小部分的病例的成因是因為只有一些身體的細胞有第十八號染色體的額外複本，形成一群有不同染色體組數的混合細胞群，此類病例有時被稱為「馬賽克式愛德華氏症候群」。 在罕有的情況下，一條十八號染色體的額外複本轉往另一組染色體（亦稱 易位型愛德華氏症候群）．易位型愛德華氏症候群患者擁有兩條十八號染色體的複本，以及另一條來自第十八組而已歸屬另一組別的染色體，因此患者擁有局部的愛德華氏症候群病徵，所構成的負面影響較典型的愛德華氏症候群為少。

## 患者特徵
愛德華氏症候群的病例當中，其病徵可能會存在極大的變化。
不過，在受愛德華氏症候群影響的患者當中可以發現下列異常特徵：

### 發育遲緩
- 成長速度異常延遲
- 發育方面的延遲
- 智能障礙
- 腎臟萎縮

### 主要致死原因
- 攝食困難
- 呼吸困難
- 於出生時出現結構性的心臟不健全（例如心室中隔或心房中隔過薄、亦或大動脈與肺動脈的合併），如此會導致富氧血液與缺氧血液的混合

### 外貌上的異常
- 男性生殖系統睪丸部分隱藏於腹腔之內，如此會導致不育
- 後部頭顱突出
- 小型頭顱畸形
- 耳朵下垂、變形
- 異常的小顎畸形
- 小型口腔
- 兔唇
- 顎裂
- 鼻尖朝上
- 眼瞼出現皺褶（裂縫）
- 雙眼之間存在較闊的空間
- 上眼瞼下垂
- 手指重疊、扭曲
- 拇指發育不全（或者完全消失）
- 指甲發育不全
- 於第二腳趾與第三腳趾之間出現蹼狀物
- 足部向內彎曲
- 臀部運動幅度受限制、小型盆骨
- 胸骨過短